# Amélie de Suède
Amélie de Suède (en suédois : Amalia av Sverige) née le 22 février 1805 à Stockholm, (Suède-Finlande) et  décédée le 31 août 1853 à Oldenbourg (Grand-duché d'Oldenbourg)  était le quatrième enfant du roi Gustave IV Adolphe de Suède et de la reine Frédérique de Bade.

## Famille
Amélie quitte la suède en 1809 avec ses frères et sœurs à la suite de l'abdication de son père, ils se réfugient dans le Grand-duché de Bade.
Elle passe une partie de son enfance à Bruchsal, proche de sa grand-mère, la margravine douairière Amélie de Hesse-Darmstadt.
Elle souffre de rachitisme et ne s'est jamais mariée.
Elle était très intéressée par la culture et la musique, et avait comme amie Jenny Lind. Son frère ayant été admis comme officier dans l'armée impériale Autrichienne, elle-même devint dame de compagnie de l'archiduchesse Sophie, mère de l'empereur François-Joseph. Les deux femmes, cousines, tissèrent des liens d'amitiés qui ne s'arrêtèrent qu'avec la mort de la princesse de Suède.

## Sources
- (sv) Cet article est partiellement ou en totalité issu de l’article de Wikipédia en suédois intitulé « Amalia av Sverige » (voir la liste des auteurs).
- Amalia Charlotta
- (sv) Ulf Sundberg, Kungliga släktband  Kungar, drottningar, frillor och deras barn, p. 187, Johan Laserna, 2004, 319 p. (ISBN 978-91-85057-48-1)